# Rachel Fuller Brown
Rachel Fuller Brown (23 novembre 1898 - 14 janvier 1980) est une chimiste américaine surtout connue pour sa collaboration à distance avec la microbiologiste Elizabeth Lee Hazen dans le développement du premier antibiotique antifongique utile, la nystatine, tout en faisant des recherches pour la Division des laboratoires et de la recherche du Département de la santé de l'État de New York. Brown obtient son BA du Mount Holyoke College et son doctorat de l'Université de Chicago. Elle est intronisée au National Inventors Hall of Fame en 1994.

## Biographie
Le 23 novembre 1898, Rachel Fuller Brown mait à Springfield, Massachusetts. Lorsque Rachel a 14 ans, son père quitte sa famille. Rachel va au lycée commercial, mais passe ensuite au lycée central parce que sa mère veut qu'elle ait une éducation plus traditionnelle. Henriette F. Dexter, une amie de la grand-mère de Rachel, voit à quel point Rachel est déterminée à aller à l'université et paie pour qu'elle fréquente le Mount Holyoke College. Elle se spécialise en chimie et obtient son BA en chimie et histoire en 1920. Finalement, elle obtient une maîtrise en chimie organique de l'Université de Chicago. Après avoir suivi des cours à Harvard, Brown revient à l'Université de Chicago pour poursuivre ses études supérieures. Elle soumet sa thèse de doctorat, mais il y a des complications et elle doit quitter Chicago sans doctorat. Elle trouve un emploi à la Division des laboratoires et de la recherche à New York. La Division des laboratoires et de la recherche est connue pour ses recherches sur la création de vaccins et d'antisérums. Brown y travaille pendant 7 ans, puis retourne à Chicago pour recevoir son doctorat.
En 1948, Brown commence un projet avec Elizabeth Lee Hazen, qui fait des recherches sur les champignons et les bactéries. Ce projet conduit ces deux femmes à découvrir un antibiotique qui combat les infections fongiques. Dans les années 1930, les antibiotiques deviennent de plus en plus populaires pour lutter contre les bactéries, mais un effet secondaire est que les antibiotiques provoquent la croissance de champignons. Les antibiotiques sont si puissants qu'ils tuent toutes les bactéries, y compris les bactéries saines ; cela ne laisse aucune bactérie pour contrôler le champignon. Elizabeth cultive des organismes trouvés dans le sol et les testent pour lutter contre les champignons. Brown isole l'agent actif dans la culture, qui pourrait être utilisé pour guérir les maladies fongiques. Après avoir testé des centaines d'échantillons de sol hautement toxiques pour les animaux et dangereux pour les humains, les deux femmes trouvent une culture qui pourrait fonctionner pour les animaux. Elles découvrent que ce micro-organisme produisait deux substances antifongiques. L'un d'eux est trop toxique pour les animaux de laboratoire, mais l'autre est prometteur. Ils créent et nomment le médicament Nystatin. La nystatine est le premier antibiotique antifongique sans danger pour les maladies humaines. Il pourrait être combiné avec des médicaments antibactériens pour atténuer les effets secondaires. La nystatine est également efficace pour arrêter la croissance des champignons sur les œuvres d'art en Italie qui sont endommagées par les inondations. En 1950, Brown et Hazen montrent leur travail à l'Académie nationale des sciences et, en 1954, le médicament est conçu pour un usage humain.

## Fin de carrière
En 1951, le ministère de la Santé et des Laboratoires promeut Brown biochimiste associée. Brown et Hazen, en poursuivant leurs recherches, découvrent deux antibiotiques supplémentaires : la phalmycine et la capacidine. Les deux chimistes continueront jusqu'à leur retraite à travailler en étroite collaboration et apporteront au domaine de la bactériologie des contributions mineures supplémentaires.
Brown est décédée le 14 janvier 1980 à l'âge de 81 ans à Albany, New York.

## Récompenses et reconnaissance
Les redevances pour la nystatine ont totalisé 13,4 millions de dollars. Comme Brown et Hazen ne voulaient pas d'argent pour elles-mêmes, la Philanthropic Research Corporation utilise la moitié pour des subventions pour poursuivre la recherche scientifique et l'autre moitié pour soutenir ce qui est maintenant connu sous le nom de Brown-Hazen Fund.
Brown et Hazen reçoivent toutes deux de nombreux prix pour leur travail collaboratif, le premier prix majeur étant le prix Squibb, en chimiothérapie, en 1955. Brown est également élue membre de l'Académie des sciences de New York en 1957. À la retraite de Brown en 1968, elle reçoit le Distinguished Service Award du New York Department of Health. En 1972, elle reçoit également le prix Rhoda Benham de la Medical Mycological Society of the Americas. Brown et Hazen sont les premières femmes à recevoir, en 1975, le Chemical Pioneer Award de l'American Institute of Chemists.
Brown est intronisée au National Inventors Hall of Fame en 1994.

## Philanthropie
Brown est membre de l'église épiscopale Saint-Pierre depuis son arrivée à Albany. Là, elle rencontre Dorothy Wakerley, une femme qui devient son amie et compagne de toujours. Elles partagent une maison et, comme beaucoup d'autres femmes célibataires à leur époque, elles prennent soin d'une famille élargie au fil des ans. Elles vivent avec la grand-mère, la mère et diverses nièces et neveux de Brown. Brown invite également une succession de femmes scientifiques chinoises en visite. Brown poursuit sa vie communautaire active à la retraite, devenant la première sacristine féminine, ou membre administrative, de son église épiscopale. Elle enseigne également à l'école du dimanche pendant de nombreuses années.
Entre 1957 et 1978, le Fonds Brown-Hazen soutient la formation et la recherche en sciences biomédicales et encourage les femmes à embrasser des carrières scientifiques. Pendant plusieurs années, le fonds est la plus grande source de fonds non fédéraux pour la mycologie médicale aux États-Unis.
Pendant plus de cinquante ans, Brown est également une membre active de l'American Association of University Women, soutenant fortement la participation des femmes à la science.
À sa mort, Brown avait non seulement remboursé Henriette Dexter, la femme riche qui lui avait permis d'aller à l'université mais, peut-être plus important encore, l'argent qu'elle gagnait grâce aux redevances lui avait permis de créer de nouveaux fonds pour la recherche scientifique et des bourses d'études pour d'autres scientifiques avec les mêmes opportunités.
Dans une déclaration publiée dans The Chemist le mois de sa mort, Brown déclare qu'elle espérait un avenir « d'opportunités et de réalisations égales pour tous les scientifiques, quel que soit leur sexe ».